# Fédération chypriote de football
La  Fédération de Chypre de football (Cyprus Football Association (en) CFA) est une association regroupant les clubs de football de Chypre et organisant les compétitions nationales et les matchs internationaux de la sélection de Chypre.
La fédération nationale de Chypre est fondée en 1934. Elle est affiliée à la FIFA depuis 1948 et est membre de l'UEFA depuis 1962. 

## Présidents
Source: http://www.cfa.com.cy/Gr/expresidents
| Période                    | Président                   |
| -------------------------- | --------------------------- |
| 1935 - 1936                | Dimítrios Antoniádis        |
| 1936 - 1968                | Nikólaos Stylianákis        |
| 1968 - 1969                | Stylianós Garánis           |
| 1969 - 1974                | Achilléas Frángos           |
| 1974 - 1975                | Sávvas Lagoúdis             |
| 1977 - 1979                | Christódoulos Chatziioánnou |
| 1975 - 1977                | Ivíkkos Vorkás              |
| 1979 - 1987                | Michalákis Kyprianoú        |
| 1987 - 1991                | Chrístos Triantafyllídis    |
| 1991 - 2001                | Mários N. Lefkarítis        |
| 2001 - 5 mars 2018         | Kostákis Koutsokoúmnis      |
| 27 mars 2018 - aujourd’hui | Geórgios Koúmas             |

## Identité visuelle

Ancien logo.
Logo actuel[5].